# Ronde om Texel 2008
De 31e editie van de Nederlandse zeilrace Ronde om Texel werd op 7 juni 2008 georganiseerd. De jaarlijkse zeilrace behoort tot 's werelds grootste in de catamaranklasse. De Zweden Malmsjö en Johnsson wonnen het overall klassement voor de Nederlanders Van de Meulen en Knol, Marström en Petersson (ook uit Zweden) werden derde.

## Top 3 overall eindklassement
1. Malmsjö/Johnsson
2. Van De Meulen/Knol
3. Marström/Petersson